# ريس فلانغن
ريس فلانغن (بالإنجليزية: Reece Flanagan) هو لاعب كرة قدم بريطاني في مركز الوسط، ولد في 19 أكتوبر 1994 في برمنغهام في المملكة المتحدة. لعب مع نادي والسول.

## وصلات خارجية
- ريس فلانغن على موقع قاعدة بيانات كرة القدم.إي يو (الإنجليزية)
- ريس فلانغن على موقع Soccerbase.com (لاعب) (الإنجليزية)
- ريس فلانغن على موقع Soccerway.com (الإنجليزية)